# Антоніна Обрембська-Яблонська
Антоніна Обрембська-Яблонська (пол. Antonina Obrębska-Jabłońska; нар.12 січня 1901, Пчельня, Поділля, Україна — 19 листопада 1994, Варшава, Польща) — польська мовознавиця, полоністка, славістка, професорка, основоположниця польського білорусознавства.

## Біографія
Народилася в Україні. Брат Юзаф Абрембський (1905—1967) став відомим польським етносоціологом і дослідником Полісся.
Шкільну освіту почала здобувати в Києві в 1908 році.
Антоніна Абрембська з 1919 року навчалася у Варшавському університеті. Потім перевелася в Ягеллонський університет, який закінчила в 1925 році, отримавши ступінь доктора філософії за дисертацію на тему «Історія чоловічого роду в польській мові».
У 1933 році Антоніна Абрембська вийшла заміж за Вітольда Яблонського, згодом видатного синолога та професора Варшавського університету.
У 1954 році вона стала екстраординарним, а в 1962 році ординарним професором Варшавського університету.
У 1956 році заснувала у Варшавському університеті кафедру білоруської філології (з 2005 року — кафедра білорусистики), яку очолювала до виходу на пенсію в 1971 році.

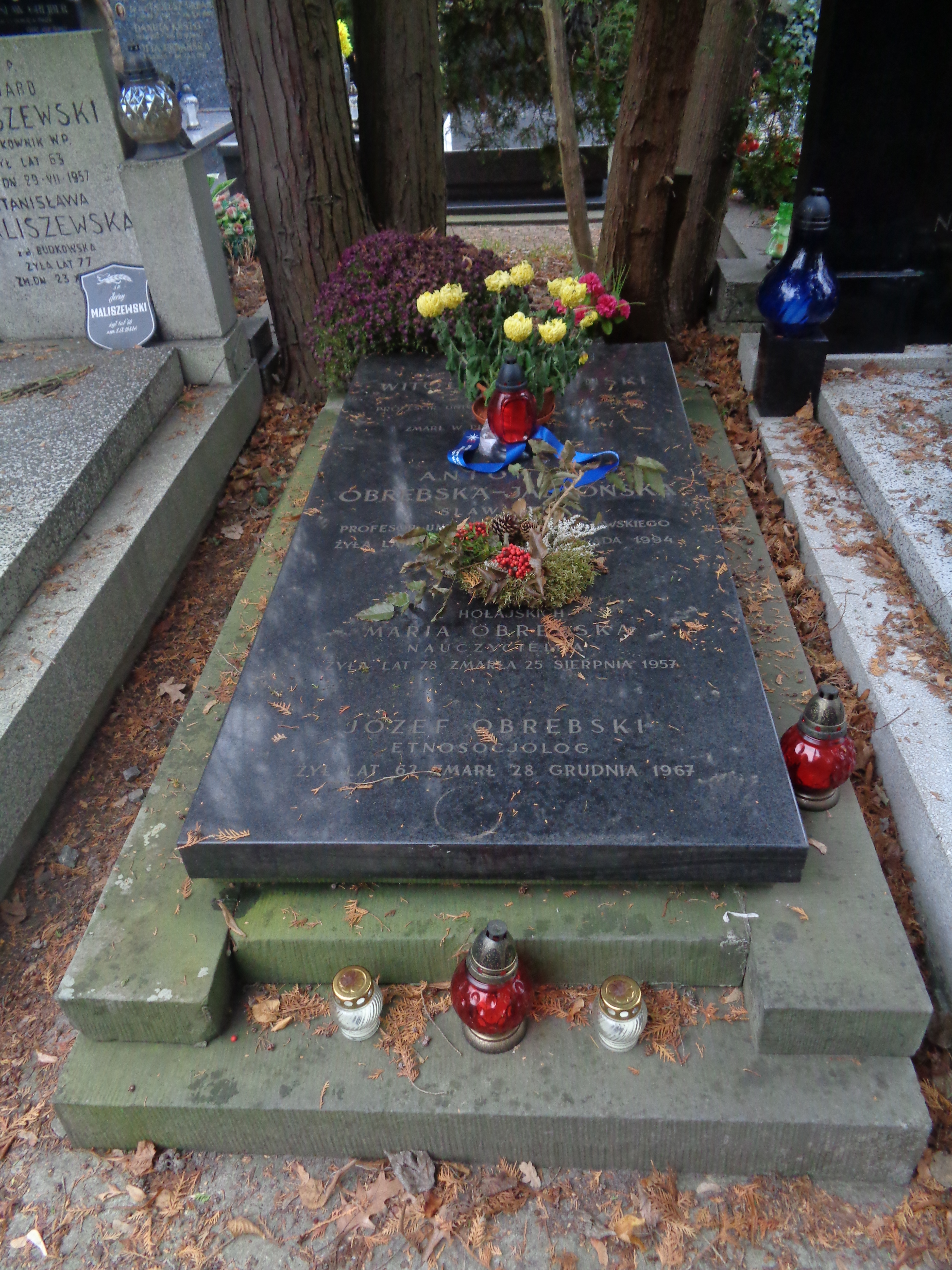
Могила Вітольда та Антоніни Яблонських

Померла 1994 року у Варшаві. Похована на Повонзькому військовому кладовищі.

## Діяльність
Крім наукової роботи, займалася також перекладами. Антоніна Абрембська-Яблонська переклала польською «Слово о полку Ігоревім» (1954), підготувала наукове видання білоруського перекладу «Пан Тадеуш», створене у 1920-30-х роках Броніславом Тарашкевичем (1984).
Під науковим керівництвом вченої опрацьовано й видано рукописи фольклорних матеріалів М. Федоровського «Народ білоруський» з науковими коментарями і словником. Дослідницю цікавили також питання білорусько-польсько-литовського пограниччя, історії мови та ономастики.
Антоніна Абрембская-Яблонська стояла у витоків створення унікального діалектного довідника — «Словника північно-західних говірок Білорусії та її кордонів».
Надзвичайно вагомим внеском у зміцнення білорусько-польських мовних зв'язків стало видання першого «Підручного польсько-білоруського словника» за редакцією професорки Антоніни Абрембської-Яблонської та академіка Миколи Бирили (1962).